# Xã Carrollton, Quận Carroll, Arkansas
Xã Carrollton (tiếng Anh: Carrollton Township) là một xã thuộc quận Carroll, tiểu bang Arkansas, Hoa Kỳ. Năm 2010, dân số của xã này là 716 người.